# Xylopia staudtii
Xylopia staudtii este o specie de plante angiosperme din genul Xylopia, familia Annonaceae, descrisă de Adolf Engler și Friedrich Ludwig Diels. Conform Catalogue of Life specia Xylopia staudtii nu are subspecii cunoscute.